# José da Costa Sacco
José da Costa Sacco (1930.) je brazilski botaničar.
Profesor je na brazilskom  sveučilištu iz Pelotasa, gdje živi.
Specijalizirao se za rod Passiflora. Imenovao je i objavio radove o brojnim vrstama, među kojima su Passiflora edmundoi, Passiflora margaritae, Passiflora pilosicorona. Brazilski botaničar Armando Carlos Cervi je imenovao Passiflora saccoi po Saccu.
U biologiji se rabi kratica Sacco kad se citira botaničko ime.

## Izabrani radovi
- 'Identificação das principais variedades de trigo do sul do Brasil'; in: Boletim técnico do Instituto Agronómico do Sul deel 26, 1960., Instituto Agronómico do Sul, Pelotas
- 'Passifloraceae', in: A.R. Schultz (ed), Flora ilustrada do Rio Grande do Sul, str. 7. – 29., 1962., Instituto de Ciências Naturais, Universidade Federal do Rio Grande do Sul (UFRGS), Porto Alegre
- 'Contribuição ao estudo das Passifloraceae do Brasil: Duas novas espécies de Passiflora'; u: Sellowia br. 18, 41. – 46., 1966.
- 'Contribuição ao estudo das Passifloraceae do Brasil: Passiflora margaritae'; u: Sellowia, 19: 59. – 61., 1967.
- 'Passifloráceas'; in: R. Reitz (ed), Flora ilustrada catarinense, str. 1. – 130., 1980., Herbário Barbosa Rodrigues, Itajaí, SC
- 'Passiflora castellanosii'; in: Bradea 1 (33): 346. – 348., 1973.
- 'Una nova especie de Passiflora da Bolívia: Passiflora pilosicorona'; in: Bradea 1 (33): 349. – 352., 1973.

## Vanjske poveznice
- Harvardski sveučilišni herbarij José da Costa Sacco